# Brinckochrysa guiana
Brinckochrysa guiana är en insektsart som beskrevs av Dong et al. 2003. Brinckochrysa guiana ingår i släktet Brinckochrysa och familjen guldögonsländor. Inga underarter finns listade i Catalogue of Life.